# Henri Fraikin
Henri Fraikin (1876-1945) fue un deportista belga que compitió en remo. Ganó cuatro medallas de oro en el Campeonato Europeo de Remo, en los años 1898 y 1899.

## Palmarés internacional
| Campeonato Europeo | Campeonato Europeo | Campeonato Europeo | Campeonato Europeo |
| Año                | Lugar              | Medalla            | Prueba             |
| ------------------ | ------------------ | ------------------ | ------------------ |
| 1898               | Turín (Italia)     | Medalla de oro     | Cuatro con timonel |
| 1898               | Turín (Italia)     | Medalla de oro     | Ocho con timonel   |
| 1899               | Ostende (Bélgica)  | Medalla de oro     | Cuatro con timonel |
| 1899               | Ostende (Bélgica)  | Medalla de oro     | Ocho con timonel   |